# Round Top (Teksas)
Round Top – miasto w Stanach Zjednoczonych, w stanie Teksas, w hrabstwie Fayette.